# سیارک ۴۹۶۱
سیارک ۴۹۶۱ (به انگلیسی: 4961 Timherder، نامگذاری:1958TH1) چهار هزار و نهصد و شصت و یکمین سیارک کشف شده‌است که در ۸ اکتبر ۱۹۵۸ کشف شد.
قدر مطلق سیارک برابر ۴۸.۹ است.